# Holy Cross Cemetery (Colma)
Holy Cross Cemetery – cmentarz katolicki w hrabstwie San Mateo należący do archidiecezji San Francisco w Kalifornii. 
Cmentarz powstał w 1887 roku i jest dzisiaj najstarszym i największym cmentarzem w hrabstwie San Mateo. Znajduje się przy 1500 Mission Road w miasteczku Colma, na przedmieściach San Francisco. Jest miejscem spoczynku wielu wybitnych amerykańskich pisarzy, artystów, sportowców oraz ludzi mieszkających w San Francisco oraz jego okolicach. Na cmentarzu spoczywają min. amerykański sportowiec Joe DiMaggio - drugi mąż Marilyn Monroe oraz dziedziczka fortuny kawowej Folgers zamordowana przez sektę Charlesa Mansona Abigail Folger.